# John Ruskin
John Ruskin (Londres, 8 de fevereiro de 1819 – 20 de janeiro de 1900) foi um importante crítico de arte, desenhista e aquarelista britânico. Os ensaios de Ruskin sobre arte e arquitetura foram extremamente influentes na era Vitoriana, repercutindo até hoje.
O pensamento de Ruskin vincula-se ao Romantismo, movimento literário e ideológico (final do século XVIII até meado do século XIX), e que dá ênfase a sensibilidade subjetiva e emotiva em contraponto com a razão. Esteticamente, Ruskin apresenta-se como reação ao Classicismo e anarco-catalismo, com admiração ao medievalismo. Na sua definição de restauração dos patrimônios históricos, considerava a real destruição daquilo que pode-se salvar, nem a mínima parte, uma destruição acompanhada de uma falsa descrição.
A partir de 1851, foi um defensor inicial, literal e patrono da Irmandade Pré-Rafaelita, inspirando a criação do movimento Arts & Crafts.

## Escritos

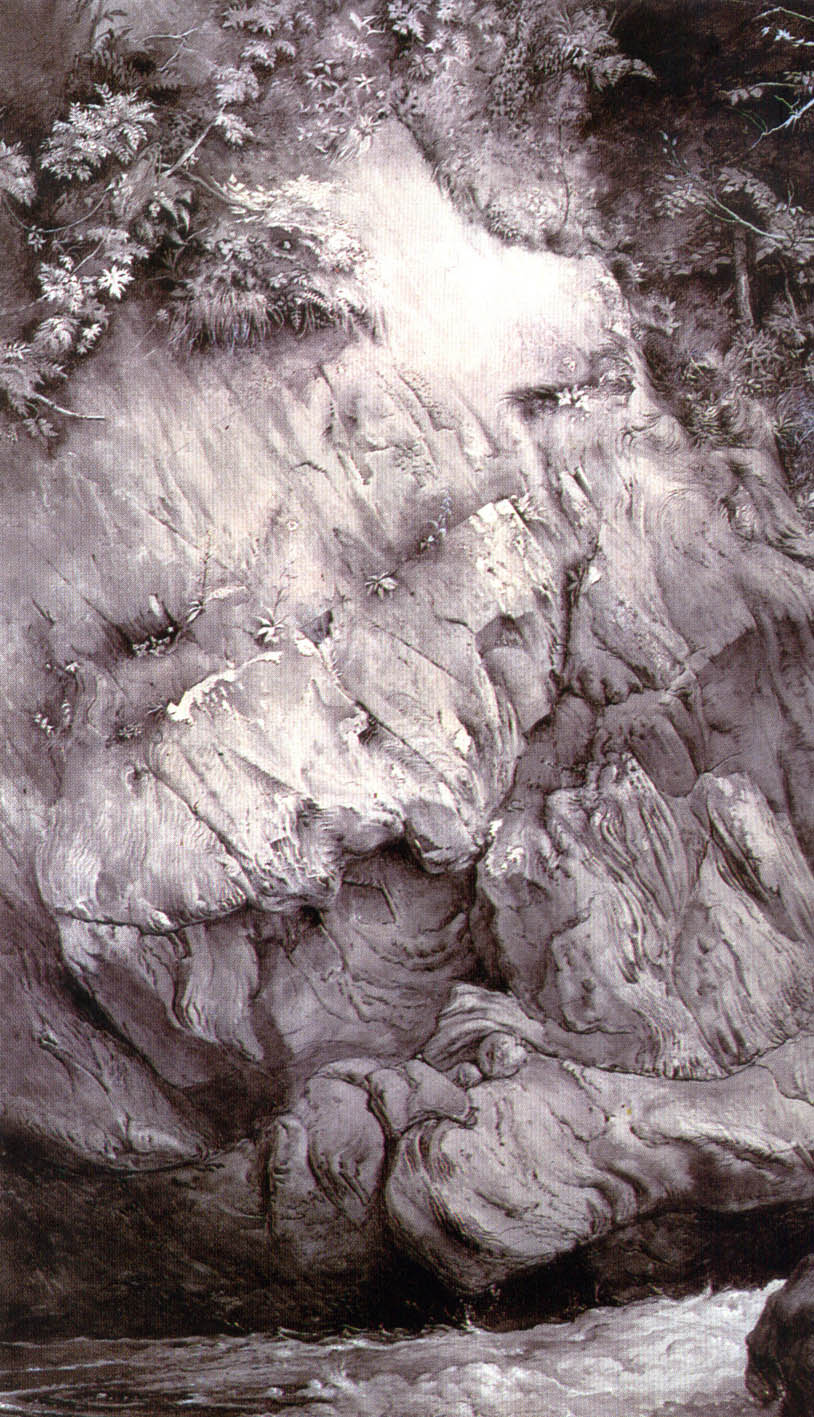
Desenho em nanquin de John Ruskin. Estudo de Gneiss Rock, Glenfinlas, 1853. Ashmolean Museum, Oxford, Inglaterra

"Podemos viver sem a arquitetura de uma época, mas não podemos recordá-la sem a sua presença. Podemos saber mais da Grécia e de sua cultura pelos seus destroços do que pela poesia e pela história.
Deve-se fazer história com a arquitetura de uma época e depois conservá-la. As construções civis e domésticas são as mais importantes no significado histórico. A casa do homem do povo deve ser preservada pois relata a evolução nacional, devendo ter o mesmo respeito que o das grandes construções consideradas por muitos importantes. Mais vale um material grosseiro, mas que narre uma história, do que uma obra rica e sem significado. A maior glória de um edifício não depende da sua pedra ou de seu ouro, mas sim, do fato de estar relacionada com a sensação profunda de expressão.
Uma expressão não se reproduz, pois as idéias são inúmeras e diferentes os homens; segundo os objetos de diferentes estudos,  chegar-se-ia a inúmeras conclusões. A restauração é a destruição do edifício, é como tentar ressuscitar os mortos. É melhor manter uma ruína do que restaurá-la."
"Está nas vossas mãos ver numa poça de água a lama do fundo ou a imagem do céu lá no alto."

## Legado
A influência de Ruskin vai além do campo da história da arte. Leo Tolstoy descreveu Ruskin como "um desses homens raros que pensam com seu pulmão". Marcel Proust era um entusiasta de Ruskin e traduziu sua obra para o francês. O Mahatma Gandhi disse que Ruskin foi a maior influência em sua vida.

## Biografias
O livro The Darkening Blue Glass (Columbia UP, 1960) é tido como a "obra definitiva sobre Ruskin no século XX", escrita pelo professor de Columbia John D. Rosenberg, acompanhado de sua antologia de Ruskin, The Genius of John Ruskin.
Outra obra sem uma grande importância é a biografia em dois volumes de Tim Hilton: John Ruskin: The Early Years (Yale University Press, 1985) e John Ruskin: The Later Years (Yale University Press, 2000).
Ruskin também viria a ser a faísca que iria incendiar o espírito da vanguarda do século XX que viria a buscar a completa renovação do ornamento e das formas da arte decorativa, que teria a Art Nouveau como resultado final, e em seguida, o modernismo.

## Galeria

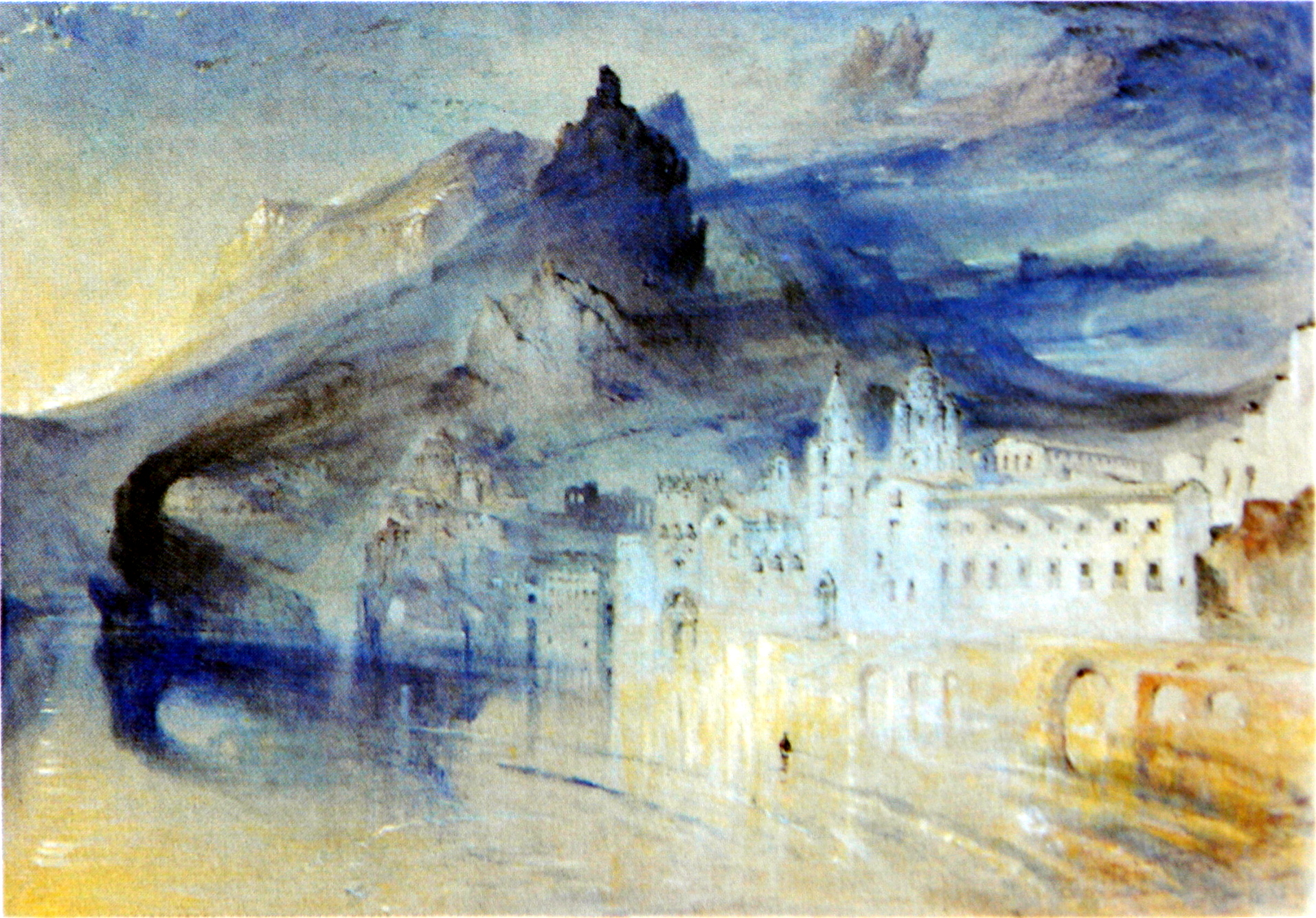
Vista de Amalfi' (1844)
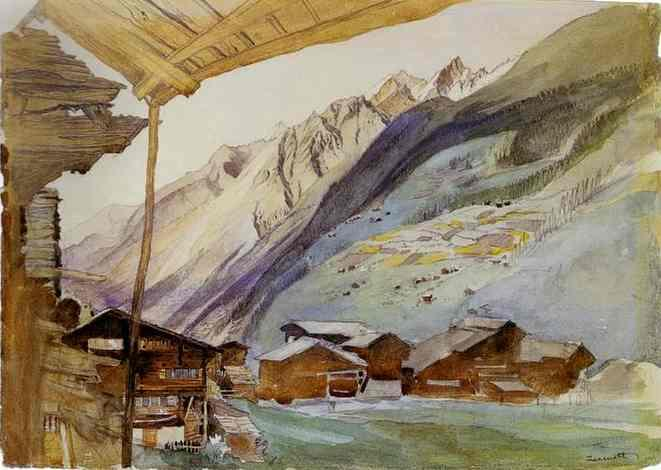
Zermatt (1844)
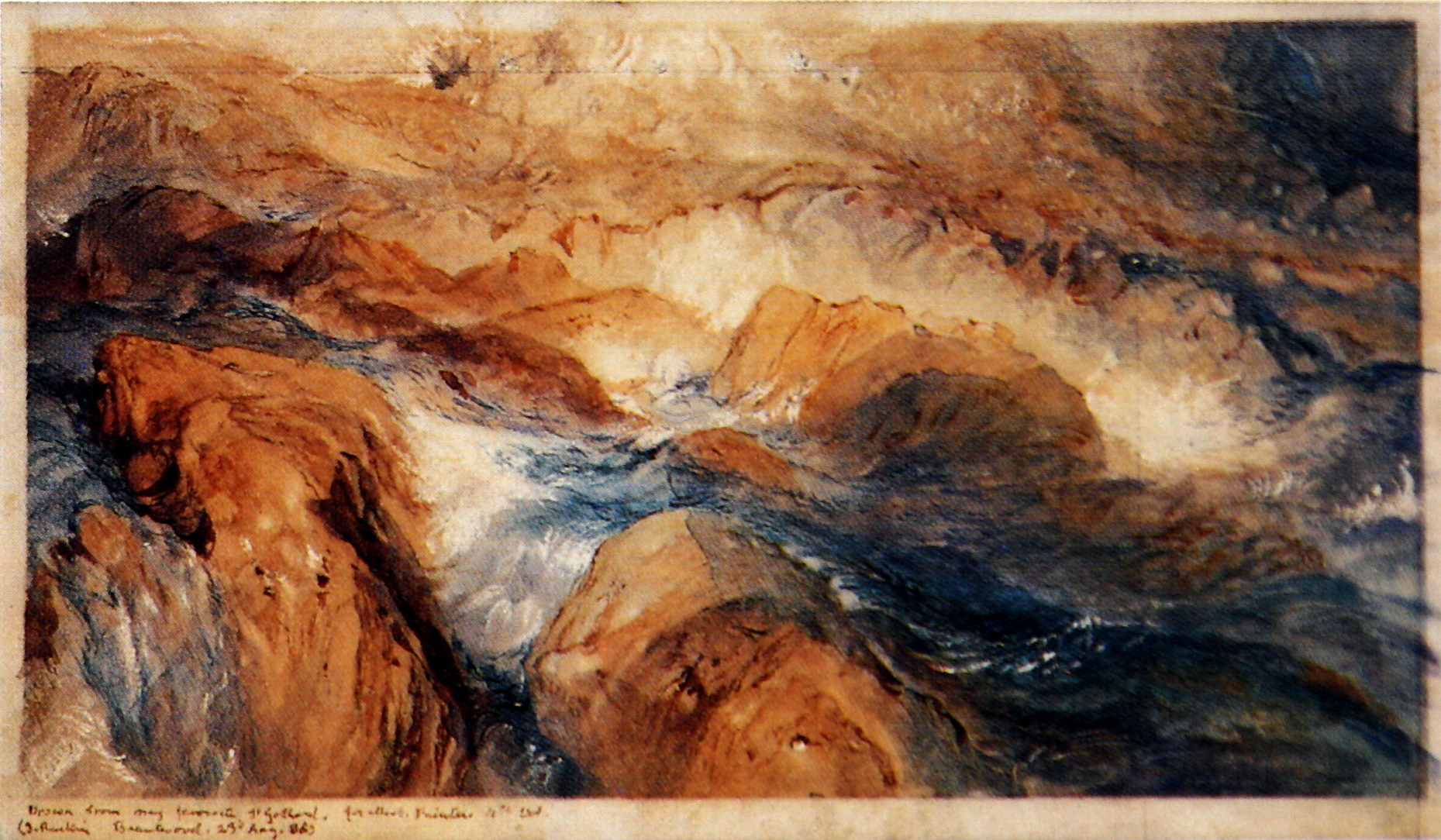
Rochas em movimento (1845 - 1855)
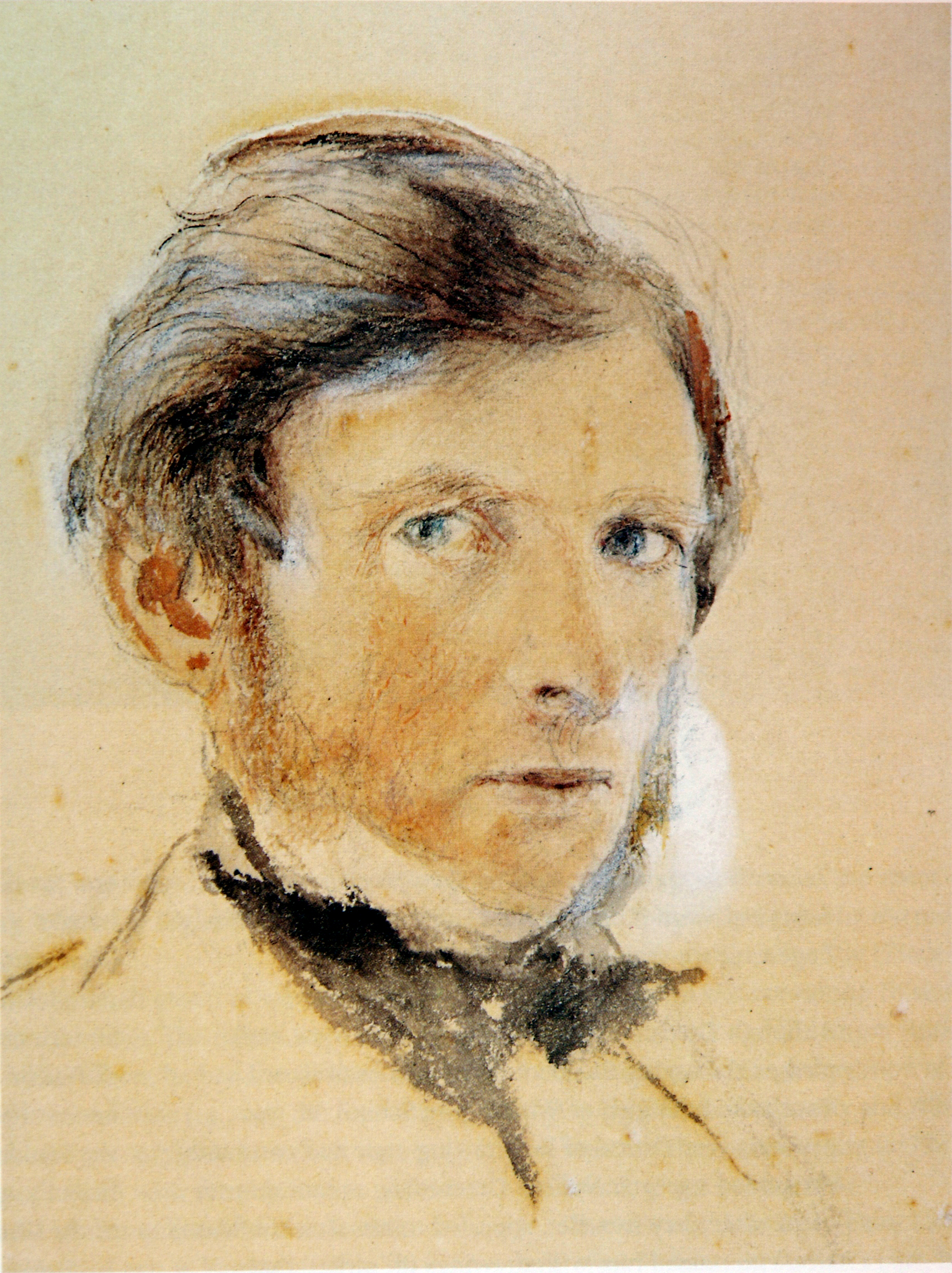
Autorretrato (1861)
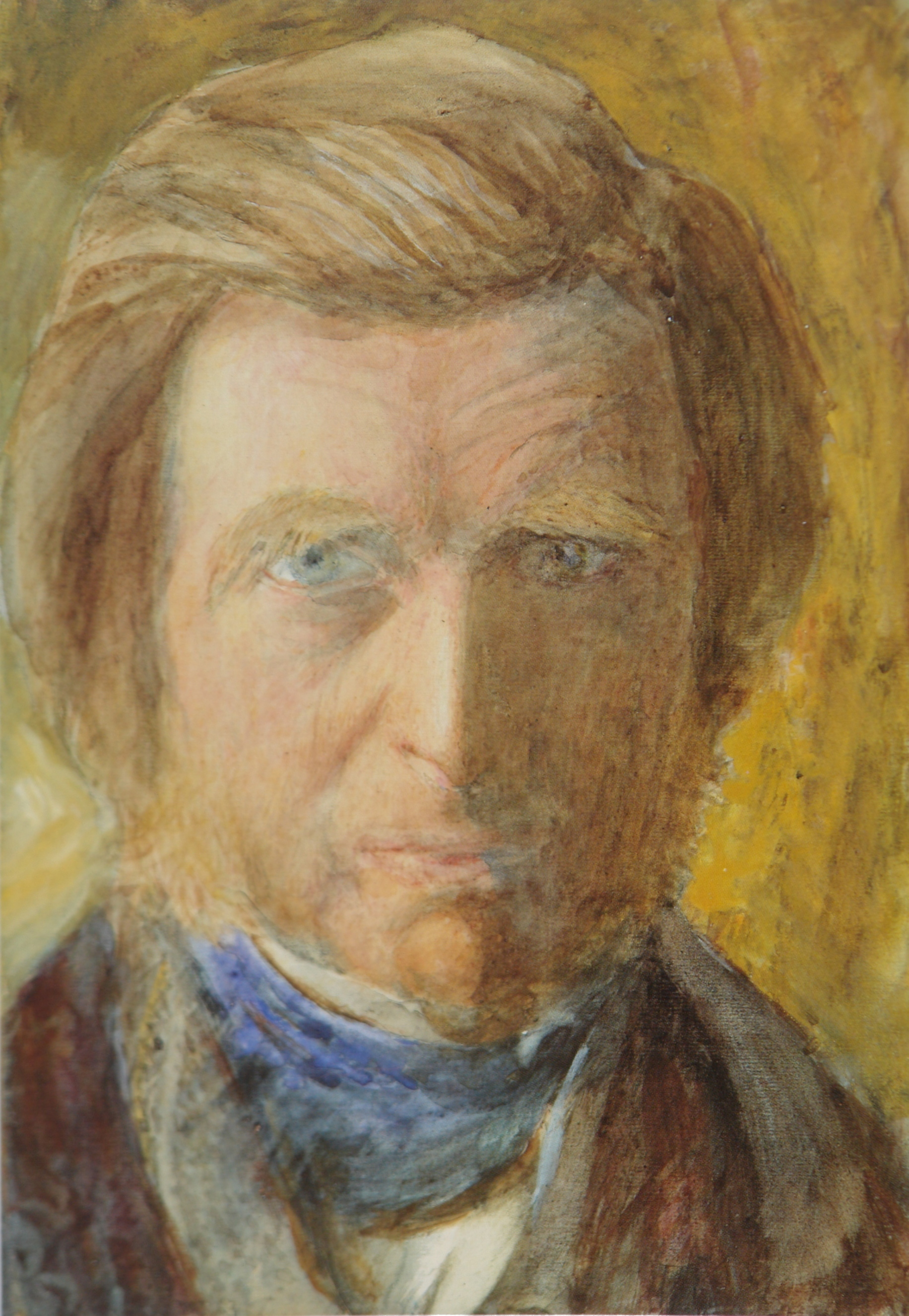
Autorretrato com lenço azul (1873)
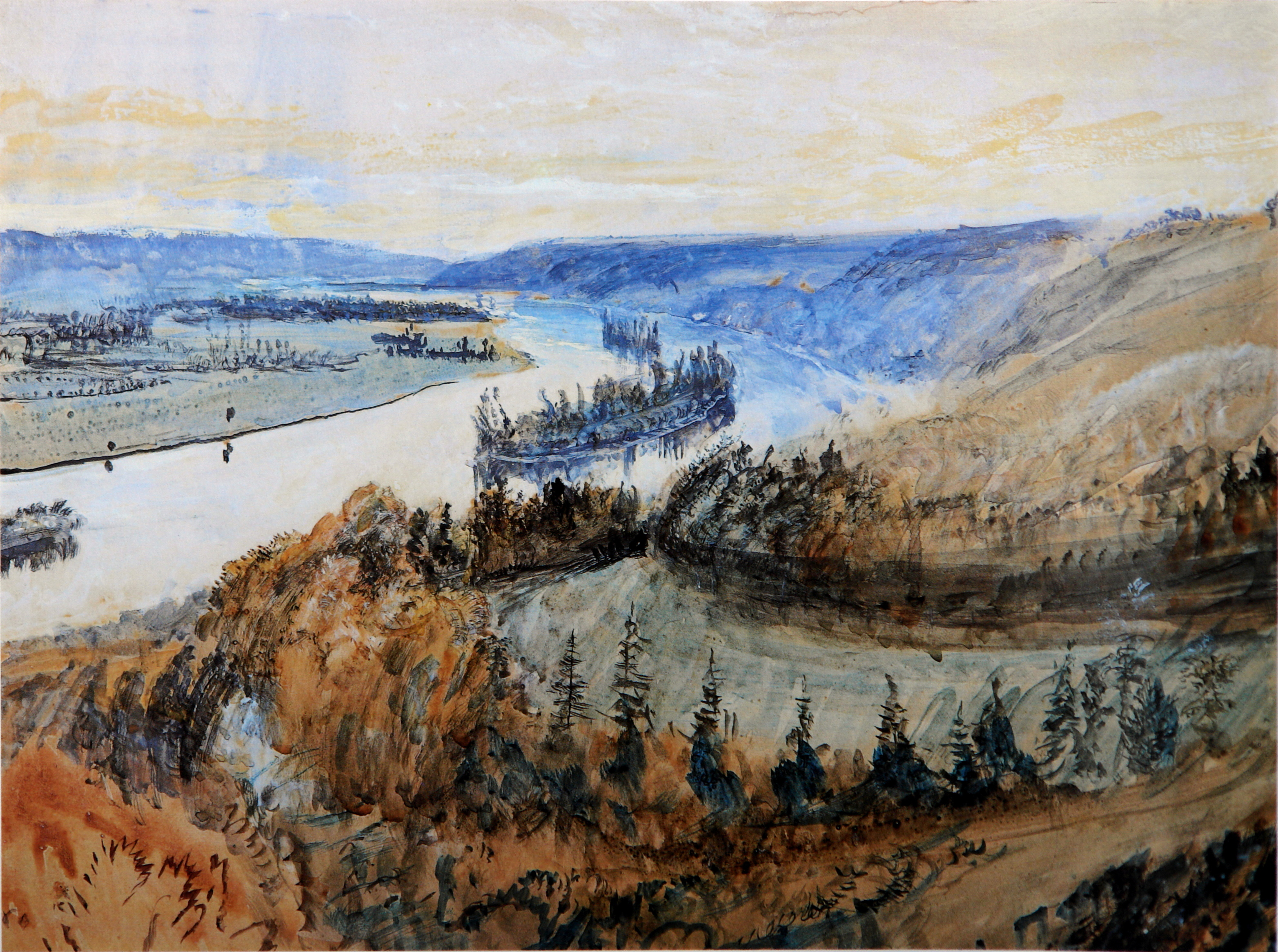
Rio Sena e suas ilhas (1880)